# L’Isle-Jourdain (Vienne)
L’Isle-Jourdain ist eine französische Gemeinde mit 1.146 Einwohnern (Stand: 1. Januar 2022) im Département Vienne in der Region Nouvelle-Aquitaine (vor 2016: Poitou-Charentes). Sie gehört zum Arrondissement Montmorillon und zum Kanton Lussac-les-Châteaux. Die Einwohner werden Lislois genannt.

## Geografie
L’Isle-Jourdain liegt etwa 46 Kilometer südöstlich von Poitiers an der Vienne. Umgeben wird L’Isle-Jourdain von den Nachbargemeinden Moussac im Norden, Adriers im Osten und Nordosten, Mouterre-sur-Blourde im Osten und Südosten, Millac im Süden sowie Le Vigeant im Westen.

## Bevölkerungsentwicklung
| Jahr      | 1962 | 1968 | 1975 | 1982 | 1990 | 1999 | 2006 | 2018 |
| Einwohner | 1251 | 1265 | 1223 | 1336 | 1269 | 1287 | 1238 | 1165 |

## Sehenswürdigkeiten

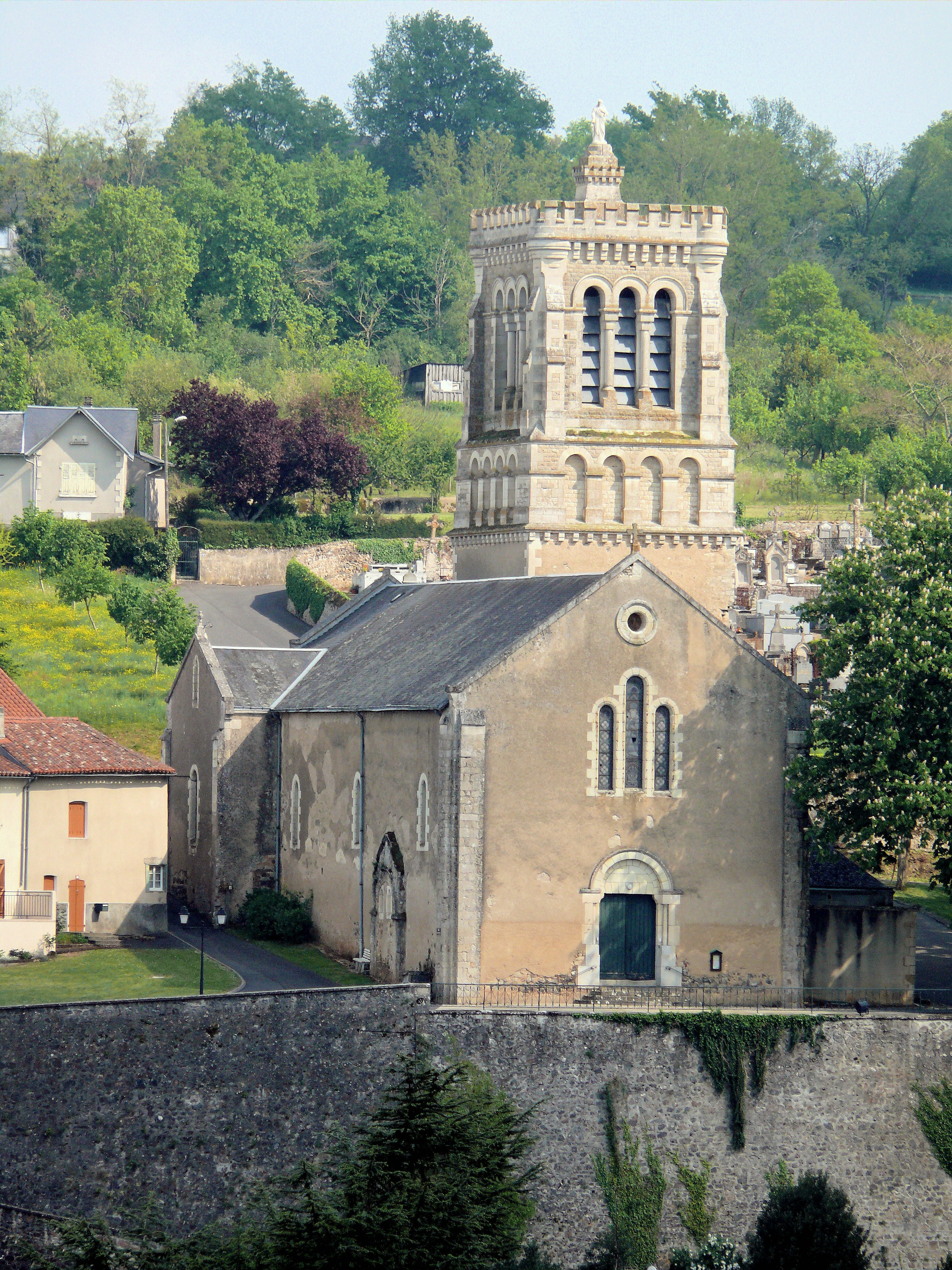
Kirche Saint-Gervais-Saint-Protais

- Kirche Notre-Dame-de-Saint-Paixent aus dem 11./12. Jahrhundert, seit 1973 Monument historique
- Kirche Saint-Gervais-Saint-Protais
- Viadukt

Siehe auch: Liste der Monuments historiques in L’Isle-Jourdain (Vienne)

## Persönlichkeiten
- Louis Fabien (* 1924), Maler